# جراح‌ماهی آبی آتلانتیک
جراح‌ماهی آبی آتلانتیک (نام علمی: Acanthurus coeruleus) نام یک گونه از سرده جراح‌ماهی است. این گونه عموماً در اقیانوس اطلس زندگی می‌کند. این ماهی می‌تواند تا ۳۹ سانتی‌متر هم رشد کند .این ماهی شدیداً به انگل ایک(سفیدک)حساسه و در صورت بالا پایین شدن دما سریع اثرات بیماری ظاهر میشه

## پراکندگی
این کونه ماهی در سواحل صخره‌ای فلوریدا، باهاما و دیگر مناطق دریای کارائیب در جزایر بونیر زندگی می‌کند. جراح‌ماهی آبی آتلانتیس به تعداد بسیار زیاد در بلیز و خلیج مکزیک یافت می‌شود.